# Сангиран
Сангиран — место археологических раскопок на острове Ява в Индонезии, признанное в 1995 году ЮНЕСКО одним из важнейших мест в мире для изучения ископаемого человека, наряду с такими объектами как Чжоукоудянь (Китай), Уилландра (Австралия), Олдувай (Танзания) и Стеркфонтейн (Южная Африка). Площадь объекта составляет около 56 км² (7 x 8 км). Он расположен в Центральной Яве, примерно в 15 километрах к северу от города Суракарта, в долине реки Соло.

## История
В 1883 году голландский палеоантрополог Эжен Дюбуа предпринял предварительные полевые работы в Сангиране. Однако, не найдя много окаменелостей Дюбуа перенёс своё внимание на Триниль в Восточной Яве, где сделал несколько значительных открытий. В 1934 году антрополог Густав Генрих Ральф фон Кенигсвальд приступил к изучению этой области. Во время раскопок были обнаружены останки одного из первых известных предков человека — питекантропа («яванского человека», теперь классифицирующегося как человек прямоходящий). Было обнаружено около 60 больших человеческих окаменелостей, среди них — загадочные мегантроп и Sangiran 2. 
В 1977 году правительство Индонезии определило территорию площадью 56 км² вокруг Сангирана в качестве охраняемой культурной зоны «Даэра Чагар Будайя». 
Останки гоминид были найдены в слоях возрастом 0,7—1,15 млн лет. Находки Sangiran 1, 4, 5, 6, 9, 14, 22, Brn-1996.04 и другие относятся к более древней формации Сангиран, находки Sangiran 2, 3, 8, 10, 12, 15, 17, 21, 26, 1997.06 и другие — к более молодой формации Бапанг (Кабух). Чтобы определить возраст вулканического пепла, в котором были найдены самые древние окаменелости, учёные использовали два метода датирования (по уран-свинцу и трекам деления в цирконе), которые дали даты от 1,3 до 1,5 млн лет назад. У черепа Sangiran 2 большое затылочное отверстие сдвинуто вперёд — анатомический признак сформировавшихся навыков прямохождения. Объём мозга у классических питекантропов с Явы варьирует от 800 см³ для черепа Sangiran 2 (одного из древнейших обнаруженных на Яве) до чуть более чем 1000 см³ для черепов Sangiran 10 и Sangiran 17. Сравнение диетических стратегий плейстоценовых орангутанов и Homo erectus из Сангирана свидетельствует о том, что H. erectus использовал различные источники пищи и в меньшей степени зависел от сезонных изменений в наличии пищи, чем орангутаны.
В 1996 году ЮНЕСКО зарегистрировала Сангиран в качестве объекта всемирного наследия.
В 2012 году президент Сусило Бамбанг Юдойоно посетил музей в феврале в сопровождении 11 министров кабинета.